# تامبيري

موقع تامبيري

شعار تامبيري

تامبيري (بالفنلندية: Tampere ؛ بالسويدية: Tammerfors) مدينة فنلندية، عاصمة إقليم بيركانما جنوبي البلاد. أطلق على تامبيري اسم «مانشستر فنلندا» لماضيها الصناعي باعتبارها المركز السابق للصناعة الفنلندية، ومن هنا أتى لقبها الفنلندي "Manse" وأسماء أخرى مثل مانسروك (Manserock).
يقطنها 211.691 ساكن ويتجاوز العدد 300.000 بإضافة سكان الضواحي ويتجاوز العدد 340.000 مع سكان المنطقة الحضرية. تامبيري هي ثالثة بلديات البلاد سكاناً بعد بلديتي هلسنكي الكبرى وهلسنكي وإسبو، وأكثر المدن الداخلية اكتظاظاً بالسكان في بلدان الشمال.
يمكن الوصول إلى هلسنكي خلال ساعة ونصف بالقطار وساعتين بالسيارة. ونفس المسافة تقريباً باتجاه توركو. مطار تامبيري هو ثالث أكثر المطارات ازدحاماً في فنلندا، ب 800,000 مسافر سنوياً.

## التاريخ
في القرون الوسطى، سكنت قبيلة بيركا منطقة تامبيري، التي فرضت ضرائب باهضة على السكان المحليين دافعة إياهم شمالا حتى لابي. آنذاك، تكونت «المدينة» من سلسلة حيازات يديرها أصحابها السويديون والتي امتدت حول الغابات والبحيرتين اللاتي تحيطن تامبيري.
تأسست تامبيري كمكان سوق على ضفاف قناة تامركوسكي سنة 1775 من قبل الملك غوستاف الثالث، ومـُنحت حقوق مدينة كاملة في سنة 1779. في هذا الوقت، كانت بلدة صغيرة نوعاً ما، على مساحة بضعة كيلومترات مربعة فقط من الأراضي حول تامركوسكي.

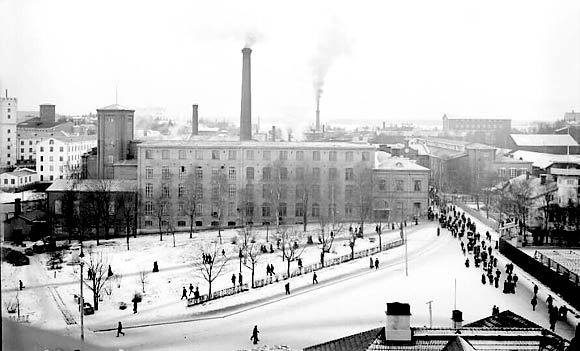
نهاية يوم عمل في مصنع تامبـِلا 1909

نمت تامبيري كمدينة سوق رئيسية ومركز صناعي في القرن التاسع عشر. كانت منحدرات تامركوسكي التي أضحت اليوم مصدراً غنياً للطاقة الكهرومائية سبباً رئيسياً في تطوير صناعة النسيج. بين من المستثمرين الفنلنديين والأجانب الذين توافدوا على المدينة يبرز الصناعي الإسكتلندي جيمس فينلايسون الذي أسس مصنعاً للقطن في عام 1820. 
خلال النصف الأخير من القرن التاسع عشر كانت تامبيري تستوعب ما يقرب من نصف اليد العاملة الصناعية في فنلندا. فأعطتها طبيعة المدينة الصناعية في القرنين التاسع عشر والعشرين لقب «مانشستر الشمال».
كانت تامبيري مركزاً لعديد الأحداث السياسية الهامة في فنلندا أوائل القرن العشرين. في الأول من نوفمبر من عام 1905، أثناء الإضراب العام في خضم الثورة الروسية، أعلن البيان الأحمر الشهير من ساحة كسكوستوري المركزية في تامبيري، والذي قاد لاحقاً إلى اقتراع عام في فنلندا ومنح قيصر روسيا حريات أكبر للفنلنديين. في عام 1918، لـمّا كانت فنلندا قد حصلت لتوها على استقلالها، لعبت تامبيري أيضاً دوراً رئيسياً، لكونها إحدى المواقع الهامة استراتيجياً خلال الحرب الأهلية الفنلندية (من 28 يناير إلى 15 مايو سنة 1918). كانت تامبيري معقلاً أحمراً خلال الحرب بقيادة هوغو سالميلا. استولى الحرس الأبيض على تامبيري في السادس من أبريل وأسر حوالي 10,000 من الحرس الأحمر.

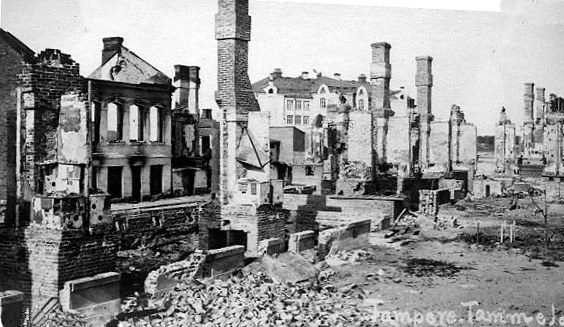
خراب تامبيري في أعقاب قتال الحرب الأهلية

في فترة ما بعد الحرب العالمية الثانية سيطر على سياسة تامبيري البلدية ما سـُمي محور أخوة السلاح (aseveliakseli)، وهو تحالف بين المحافظين والاشتراكيين الديمقراطيين ضد الشيوعيين والحزب الزراعي. من أشهر مـُدراء المدينة خلال هذه الحقبة إركي نابليون ليندفورس (كان مسؤولا عن العديد من مشاريع البناء الطموحة مثل برج ناسينيولا وبناء ضاحية هرفانتا (Hervanta) «ابنة تامبيري»)، بيكا يافولا (الذي اكتسب بعض السمعة السيئة في فضائح الفساد) ويارمو رانتانن. من عام 2007 فصاعداً، تحولت تامبيري إلى نظام إداري جديد بوجود عـُمدة وأربع نواب له، يـُختاروا لمدة سنتين. انتخب تيمو نييمينن كأول عمدة لتامبيري لسنوات 2007-2009.
بعد الحرب العالمية الثانية، تم توسيع نطاق تامبيري بضم بعض المناطق المجاورة. فأدمجت ميسوكولا (Messukylä) بها في عام 1947، ولييلهتي (Lielahti) في عام 1950، وأيتولهتي (Aitolahti) في عام 1966 وأخيراً تيسكو (Teisko) في عام 1972. كانت تامبيري معروفة بصناعاتها النسيجية والمعدنية، ولكن حلت مكانها إلى حد كبير تقنية المعلومات والاتصالات خلال التسعينات، مركز هرميا للتكنولوجيا في هرفانتا هو مقر لكثير من شركات هذه المجالات.

## الاسم
تمت مناقشات كثيرة حول أصل اسم تامبيري. ترى إحدى النظريات أنه قد أتى من كلمة damber السويدية ومعناها «سد الطاحونة». بينما يرى تكهن آخر أن الاسم ينبع من الكلمات الإسكندنافية القديمة þambr («ذو كرش سميك») وþambion («بطن منتفخة») في إشارة إلى المنحدرات، ووفقا للباحثين، أُعطيت هذه الأنواع من إشارات لحالات إطلاق الأسماء من قبل قدماء الصيادين البريين الإسكندنافيين. ومن اقتراحات أخرى السويدية tamper-dagar ، أيام الصوم، وكذلك كلمة tammi الفنلندية التي تعني «السنديان». على الرغم من عدم إمكانية تأكيد اسم تامبيري أو نظيره الجزء Tammer- بالسويدية، فإنه من الواضح أن الجزء fors بالاسم السويدي يعني «منحدر».

## الجغرافيا

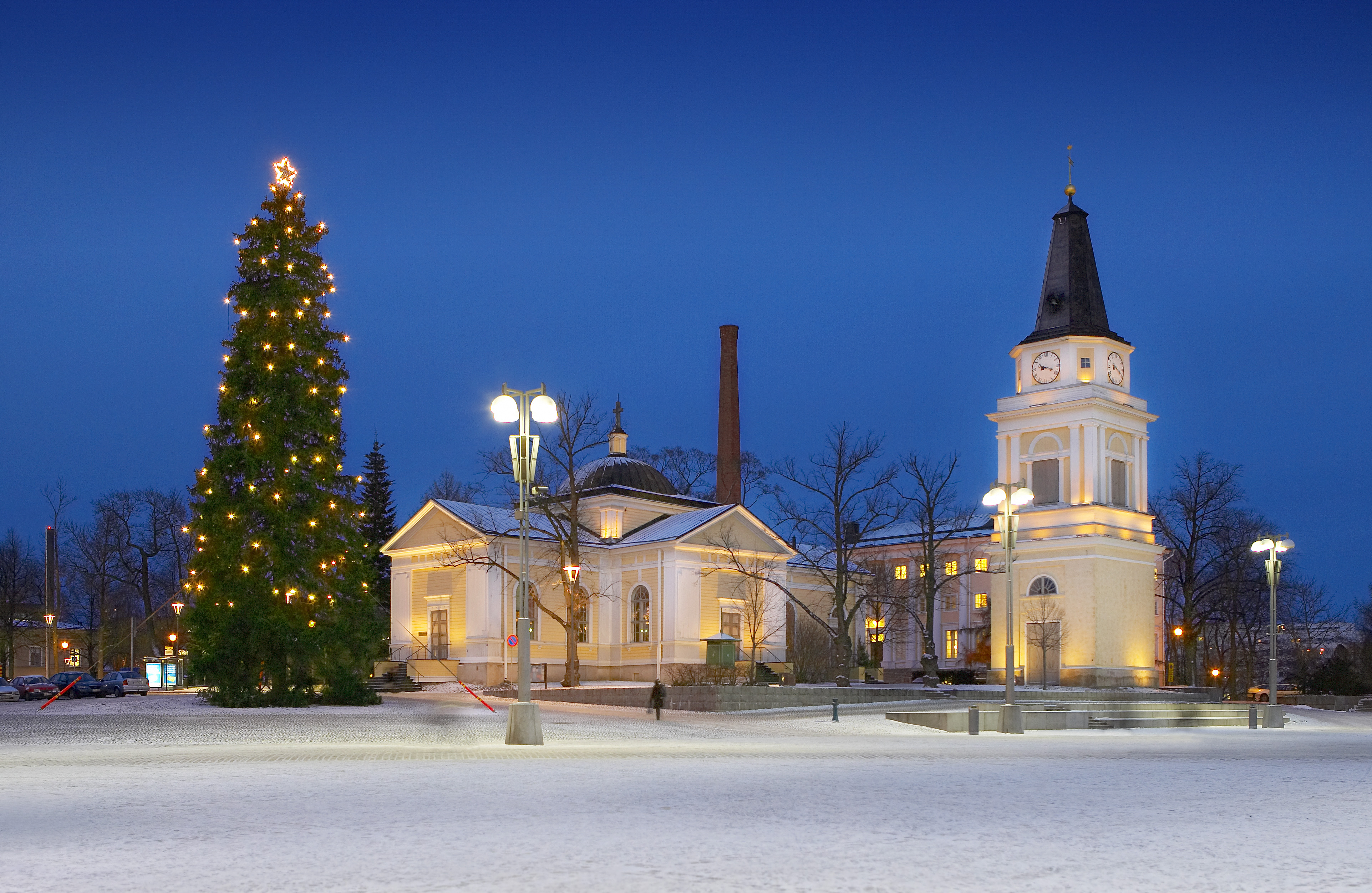
كنيسة تامبيري القديمة

تقع تامبيري بإقليم بيركانما جنوبي البلاد. وتحيط به بلديات نوكيا وأولويارفي غرباً، وبيركالا ولمبالا جنوباً، وكـَـنــّاسـْألا وأوريفيسي شرقاً. أراضي المدينة تمتد إلى الشمال وعلى الحدود مع البلديات في هذا الاتجاه هي كورو ورووفيسي، واللاتي تبعد مراكزها الآهلة من 70 إلى 80 كيلومتراً من وسط مدينة تامبيري.
تقع تامبيري بين بحيرتي ناسيارفي وبوهايارفي. ولاختلاف مستوى البحيرتين بحوالي 18 متراً (59 قدم) وفرت منحدرات قناة تامركوسكي الرابطة بينهما وبالغ طولها 945 متراً مصدراً هاماً للطاقة على مر التاريخ، آخرها توليد الطاقة الكهرومائية.
تبلغ المساحة الإجمالية لنطاق المدينة البلدي 690.6 كم²، منها 167.9 كم² من المياه. والكثافة السكانية تساوي 385 نسمة لكل كيلومتر مربع.
تامبيري واقعة على نفس خط العرض سودرهام في السويد وليلهامر في النرويج. تشرق الشمس في 21 يونيو في الساعة 03:41 وتغرب في الساعة 23:12، بينما في يوم 22 ديسمبر تشرق في الساعة 09:43، وتغرب في الساعة 15:04.

### المناخ
في المتوسط، يستمر موسم الثلوج بين 4 و 5 أشهر: من أواخر نوفمبر وحتى منتصف أبريل.

## الاقتصاد

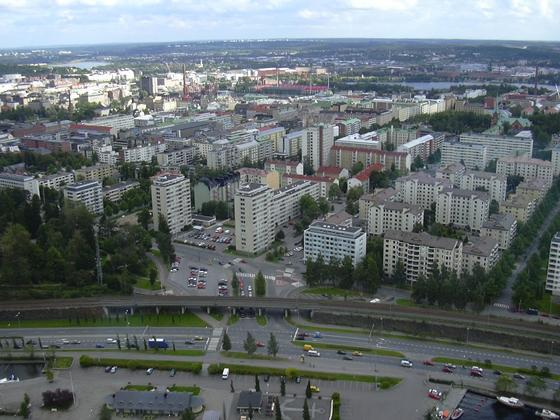
تامبيري، من برج ناسينيولا

إقليم تامبيري أو بيركانما، والذي يضم بلديات نائية، يسكنه 470.000 نسمة منهم 230.000 عامل، وبلغت قيمة دورة رأس المال 25 مليار يورو عام 2007. وفقا لمكتب تامبيري أعمال الدولي، فإن الإقليم قوي في الهندسة الميكانيكية والأتمتة وتكنولوجيا المعلومات والاتصالات، والصحة والتكنولوجيا الحيوية، فضلا عن لباب الورق وتعليم صناعة الورق. بمنطقة تامبيري اثنين من الجامعات ومعهد الفني يضمون ما مجموعه 40000 طالبا. ويبلغ معدل البطالة نحو 10%.

### التعليم
هناك ثلاث مؤسسات تعليمية عـُليا في منطقة تامبيري: جامعتان ومعهد عالي للعلوم التطبيقية. الجامعتان هما جامعة تامبيري (أكثر من 16000 طالب) الواقعة بجوار مركز المدينة، وجامعة تامبيري للتكنولوجيا (أكثر من 12000 طالب) الواقعة في ضاحية هرفانتا. تضم معهد تامبيري للعلوم التطبيقية (Tampereen ammattikorkeakoulu) على مقاعدها 10.000 طالب.

## الثقافة

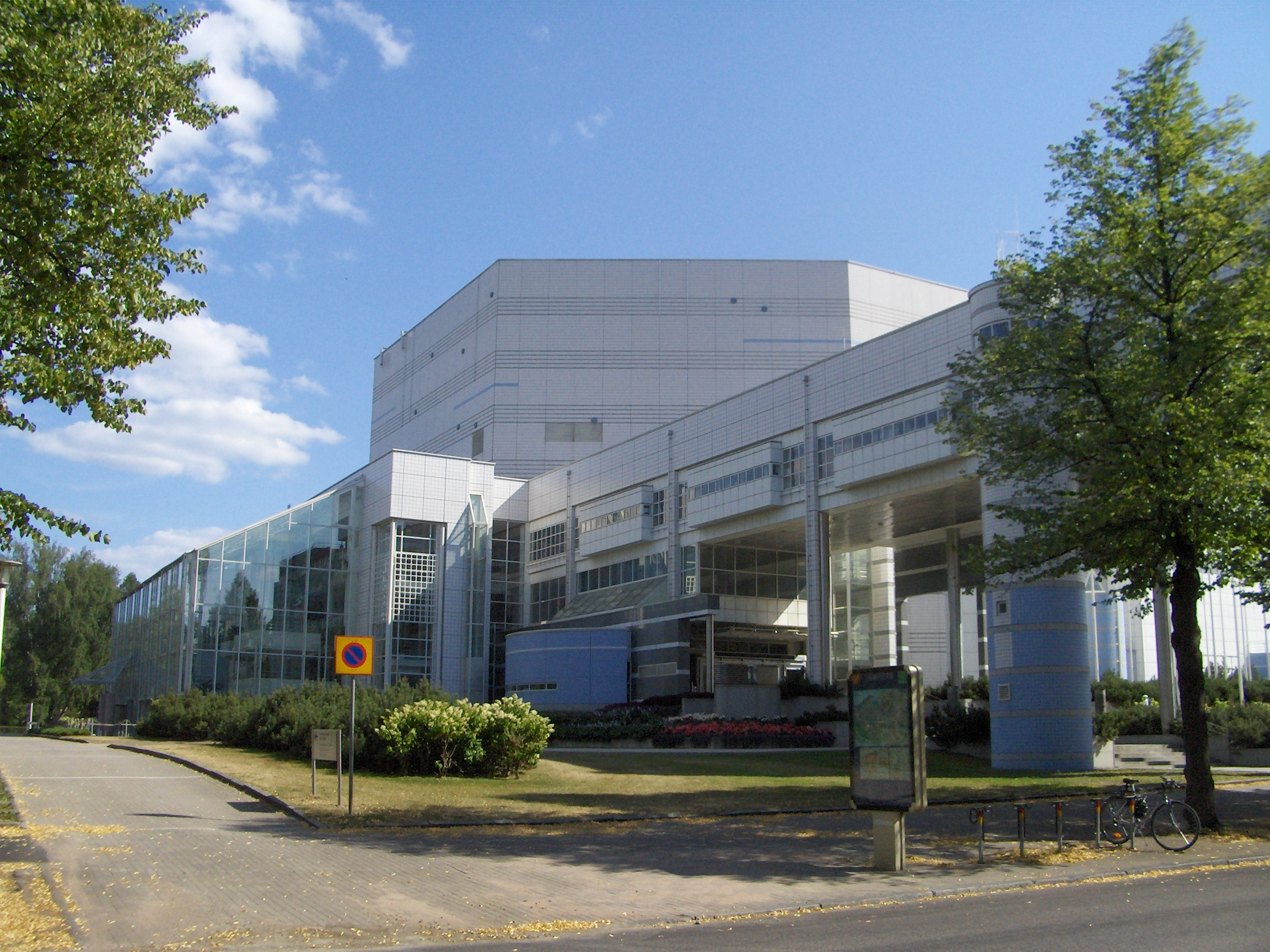
قاعة تامبيري

تشتهر تامبيري بالحياة الثقافية النشطة. توافد عليها بعض من أكثر كتـّاب فنلندا شعبية من أمثال فلينو لينا وكالي بآلتو وسالاما هانو. عـُرف كل هؤلاء الكتاب بتصور حياة طبقة الشغيلة. أيضا من خلفية الطبقة العاملة كان الشاعر الشهير لاوري فيتا من حي بيسبالا (منشأ سالاما هانو أيضاً). كما أن لتامبيري تقاليد مسرحية عريقة، بمؤسسات مثل مسرح عمال تامبيري (Tampereen Työväen Teatteri) ومسرح تامبيري (Tampere Theatre) ومسرح بونيكي الصيفي (Pyynikin kesäteatteri) وهو مسرح في الهواء الطلق بأقدم قاعة دائر في أوروبا. مهرجان تامبيري المسرحي الصيفي (Tampereen Teatterikesä) مهرجان مسرح دولي يعقد في أغسطس من كل عام.
تـُعرف تامبيري أيضاً بمتحف تامبيري للفنون الذي ظهر فيه الفنان الأمريكي ريتشارد هيومان في عام 2004، بمعرضه بعنوان «مونستر الحساسة».
يقام مهرجان تامبيري السنيمائي وهو مهرجان دولي للأفلام القصيرة كل مارس. تامرفست هو مهرجان تامبيري لموسيقى الروك الحضري يعقد كل يوليو.
كما توجد أوركسترا تامبيري (Tampere Filharmonia). ينظم مهرجانات تامبيري للموسيقى الدولية الثلاثة: تامبيري جاز يحدث كل نوفمبر، ويتبادل سنة بسنة مهرجان تامبيري للموسيقى الصوتية وتامبيري بيينالي.
تامبيري تعد موطنا لبثته لقناة أوليسراديو الثانية التلفزيونية، باستوديوهات في منطقة توهلوبي، والمعروف بين جميع لمثل هذه الكوميديا التلفزيونية شعبية Tankki täyteen ، Reinikainen و Kummeli.
تخصص الطعام المحلي هو موستامكارا (Mustamakkara) التي تشبه الحلوى السوداء (Black pudding) بشمال إنجلترا.

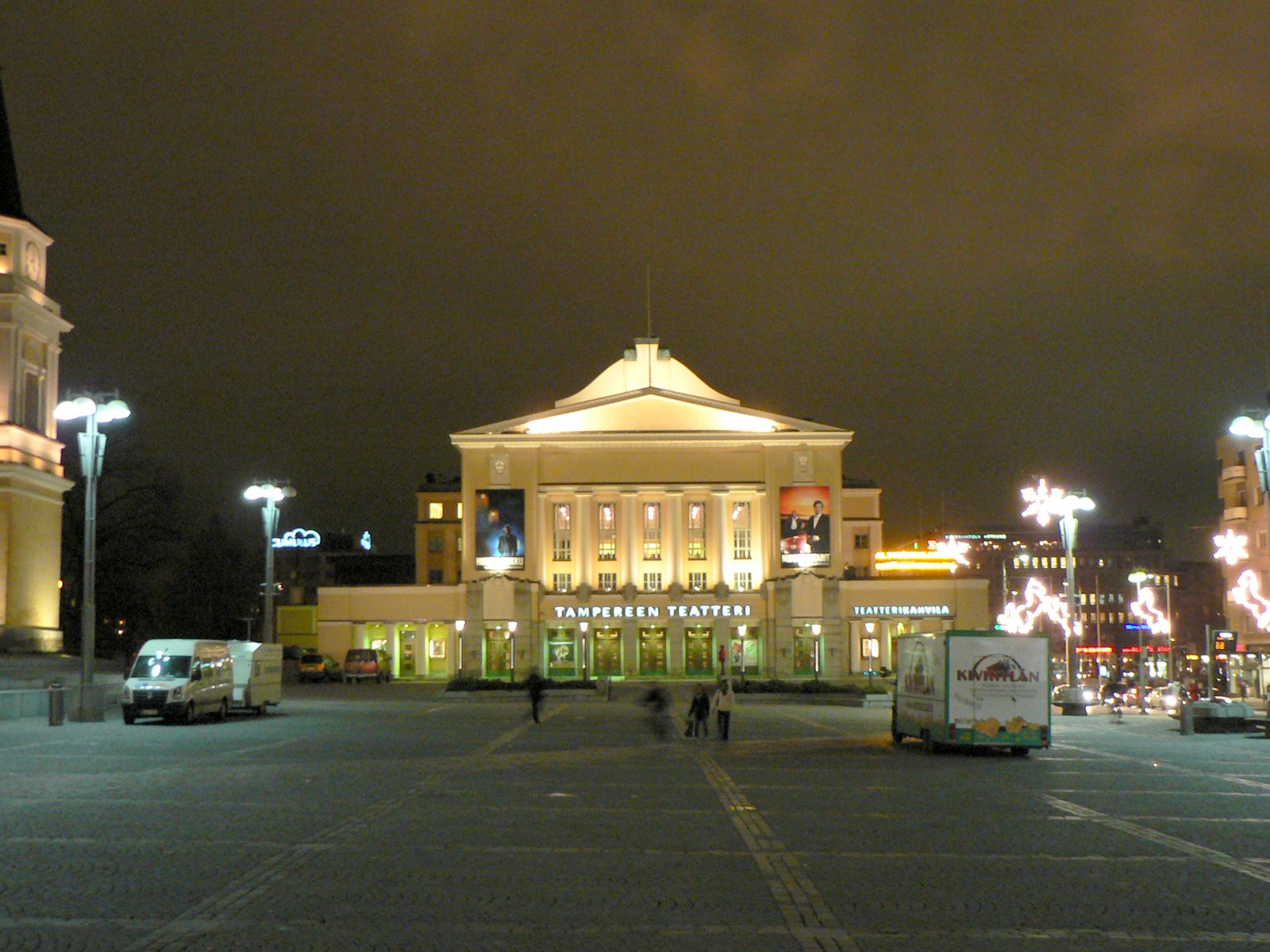
مسرح تامبيري (Tampereen teatteri)
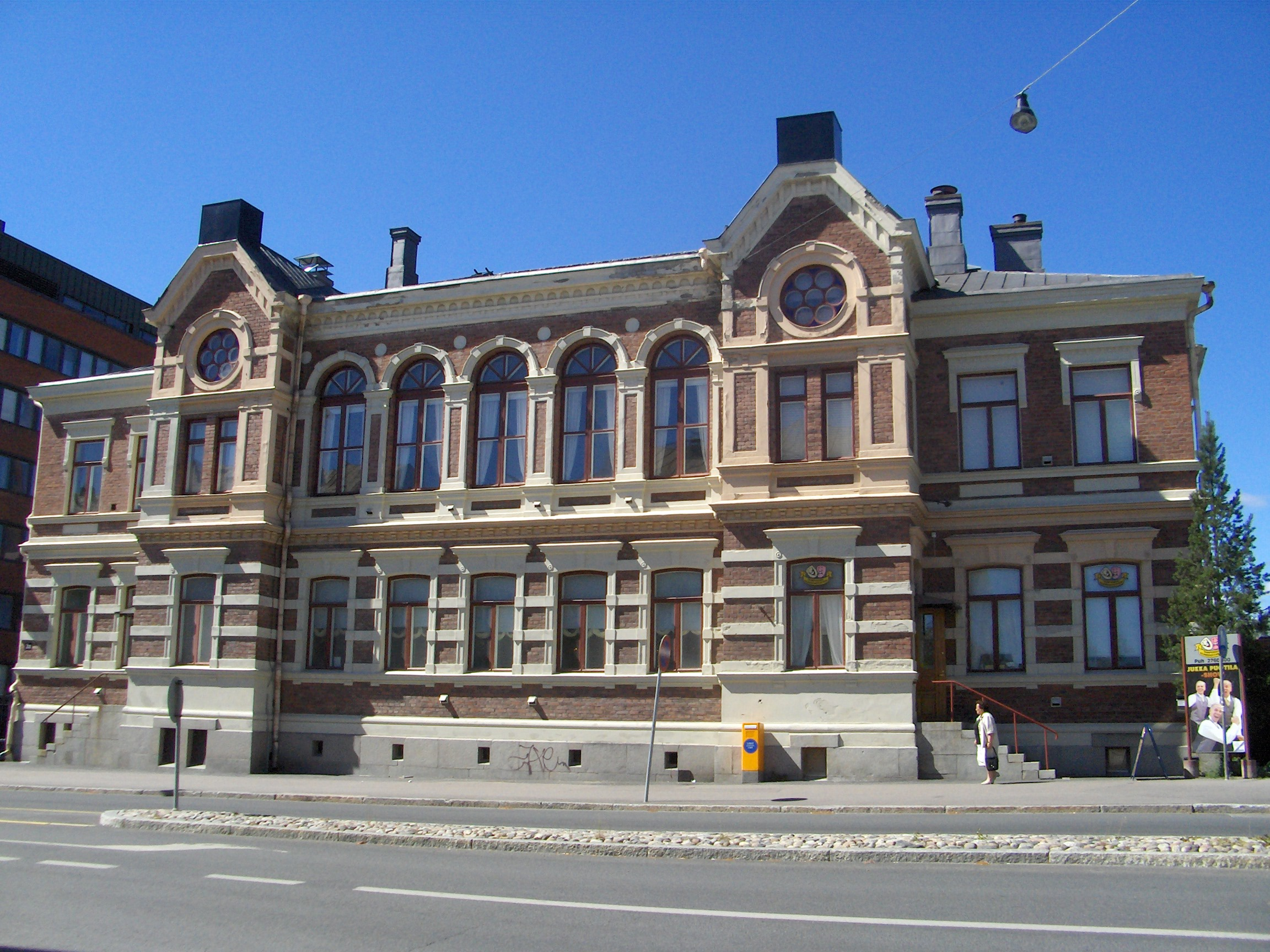
المسرح الكوميدي (Komediateatteri)
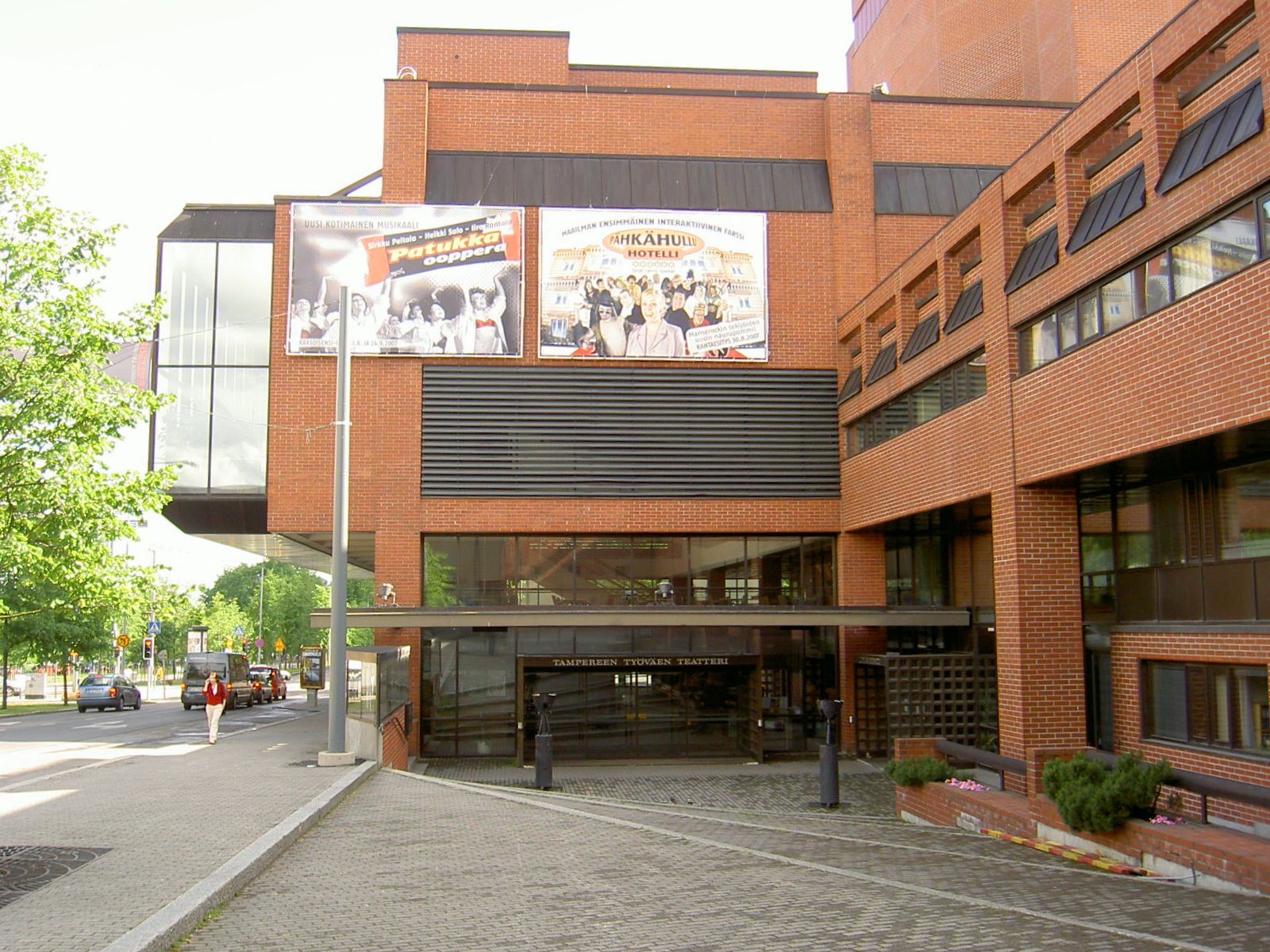
مسرح عمال تامبيري (Tampereen Työväen Teatteri)
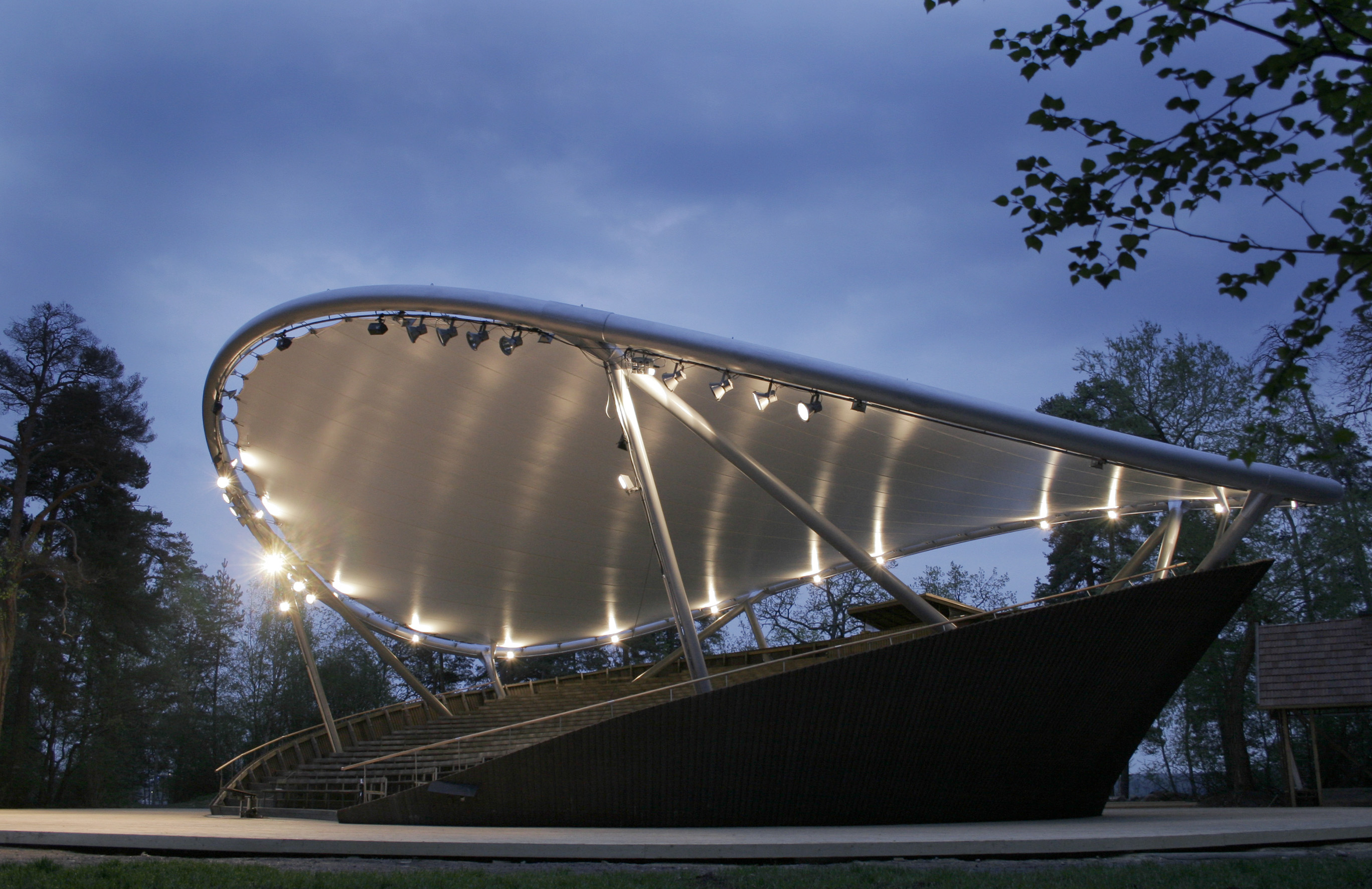
مسرح بونيكي الصيفي (Pyynikin kesäteatteri)

### الدين
في تامبيري مجموعة مختلف الخدمات الدينية من التقليدية إلى الكاريزمية. وهناك أيضا بعض الخدمات يتحدث الإنجليزية. تامبيري الإنجليزية هو خدمة المجتمع الدولي التابعة للكنيسة العنصرة تامبيري. ويتم تنظيم خدمات اللغة الإنجليزية من المجمع الدولي المسيح الملك (ICCK)] من جانب الكنيسة الانجليكانية في فنلندا والأبرشيات اللوثرية في تامبيري. قد كنائس أخرى كما يتحدث الإنجليزية وزارات. تامبيري هي مركز حصة كنيسة المورمون (رعية). كنائس أخرى في تامبيري وإحياء نوكيا، الفنلندية الكنيسة الأرثوذكسية، الكنيسة الإنجيلية الحرة، والكنيسة المعمدانية.

### الرياضة
تدفع رياضتا هوكي الجليد وكرة القدم المشهد الرياضي في تامبيري. لـُعبت أول مباراة الفنلندية لهوكي الجليد في تامبيري على جليد بحيرة ناسيارفي. تـُلقب تامبيري بمسقط رأس الهوكي الفنلندي. يوجد بتامبيري اثنان من أعلى فرق هوكي الجليد مستواً هما إلفيس وتابارا. وكان لهما تأثير كبير على ثقافة هوكي الجليد الفنلندية وهما من بين أنجح الفرق في فنلندا. متحف هوكي الجليد الفنلندي وصالة هاكامتسا أول صالة هوكي جليد تبنى في فنلندا يقعان في تامبيري. ومع ذلك تظل كرة القدم الرياضة المحتلة للصدارة في تامبيري. يضم نادي إلفيس وحده أكثر من 4,000 اللاعب في فرق كرة القدم، في حين أن بتامبيري أكثر من 100 فريق كرة القدم. يلعب تامبيري يونايتد في الدوري الفنلندي الممتاز. المدينة كما استضافت اثنين من بطولات العالم للتجديف أعوام 1973 و 1983. في عام 1977، استضافت تامبيري بطولة العالم للتجديف للناشئين.
كما نظمت تامبيري المهرجان الأولمبي الأوروبي للشباب في دورته العاشرة 17-25 يوليو 2009.

### التنافس بين المدن
ظاهرياً تامبيري على عداء متبادل منذ أمد طويل مع مدينة توركو عاصمة فنلندا أولى. يـُعبر عن هذا العداء إلى حد كبير في نكات إحدى عن الأخرى؛ وأبرز ما تتناوله أكل تامبيري التقليدي موستامكارا (mustamakkara)، وحالة نهر أورا في توركو، ولهجات الإقليمية. نظم الطلاب في تامبيري الأمة غير التوركية (Ei-Turkulainen Osakunta)، والتي تقوم منذ عام 1997 برحلات سنوية إلى توركو للقفز على ساحة السوق، والقيام بدورها في التراجع عن بعد الجليدية، ودفع المدينة مرة أخرى تحت سطح البحر.

## المواصلات
تنحصر شبكة المواصلات العامة في تامبيري بشبكة الحافلات. بين عامي 1948 و 1976 كان في المدينة أيضاً شبكة حافلات ترولي كثيفة، وكان أكبر نظام حافلات ترولي في فنلندا. توجد من عام 2009 خطط يجري قدمت للبناء نظام سكك خفيفة في المدينة لاستبدال بعض خطوط الحافلات الأكثر شعبية (انظر سكك تامبيري خفيفة)، فضلاً عن الشروع في خدمة قطارات الضواحي على خطوط السكك الحديدية التي تربط تامبيري إلى المدن المجاورة نوكيا و لمبآلا.

## على الهامش
- الكويكب 1497 تامبيري سـُمي نسبة إلى المدينة من قبل مكتشفه الفلكي الفنلندي أوريو فايسالا.
- مبنى إدارة المدينة (غير مبنى البلدية التاريخي)، لديه إرسالات ميكروويف، أو إرسالات ذات تردد عالي جداً أكثر من أي مبنى مدينة حكومي آخر في إسكندنافيا. تقع ثمانية إرسالات ميكروويف أو إرسالات ذات تردد عالي جداً على السطح في الجزء الخلفي من المبنى، وثلاثة أجهزة الإرسال في واجهة المبنى.

## صور

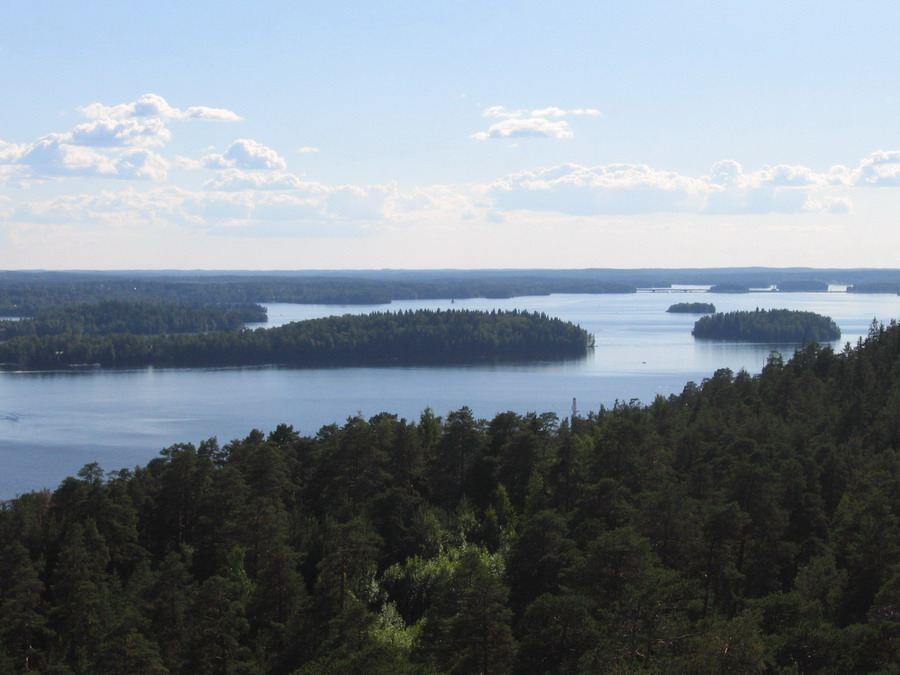
Pyynikki
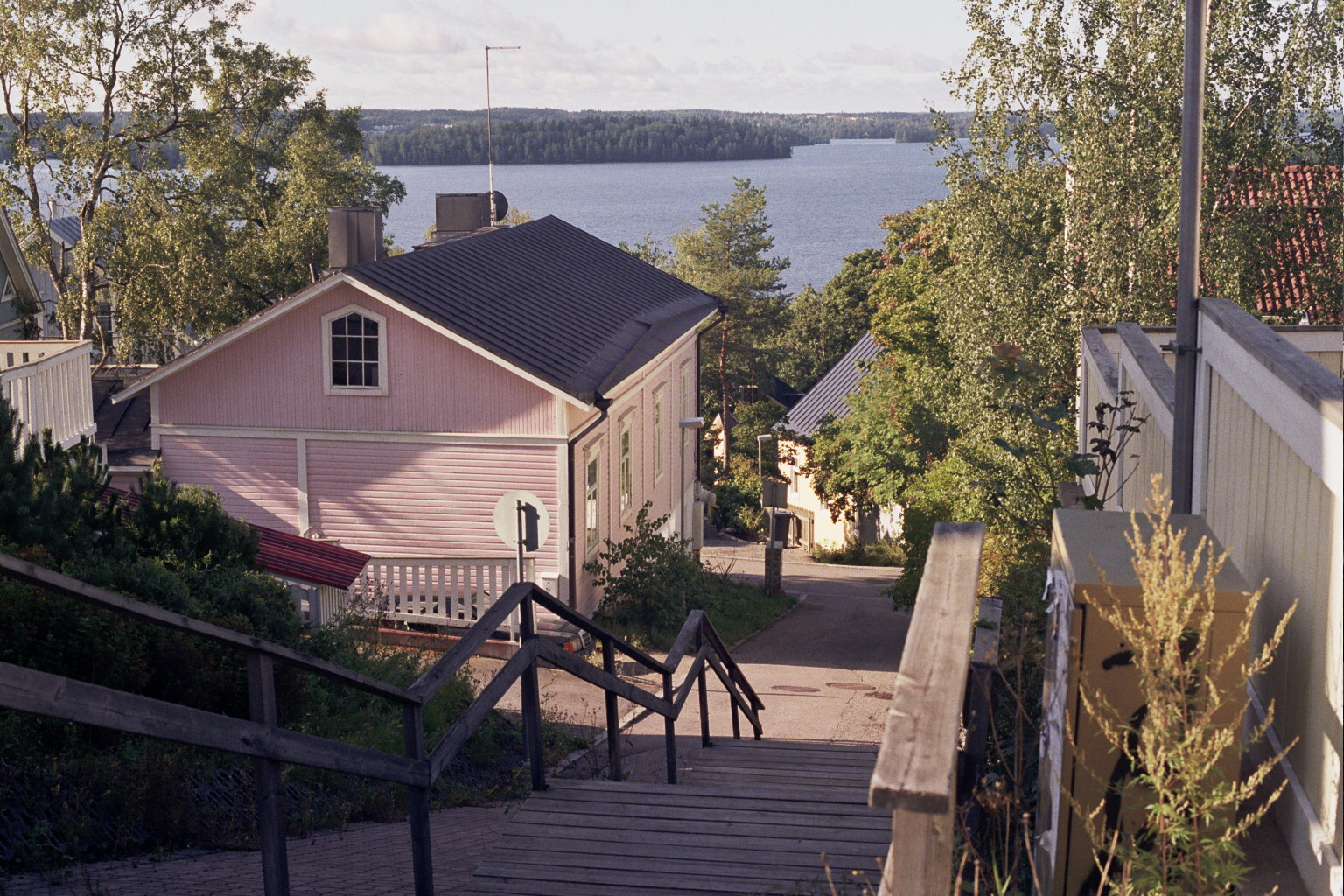
Pispala
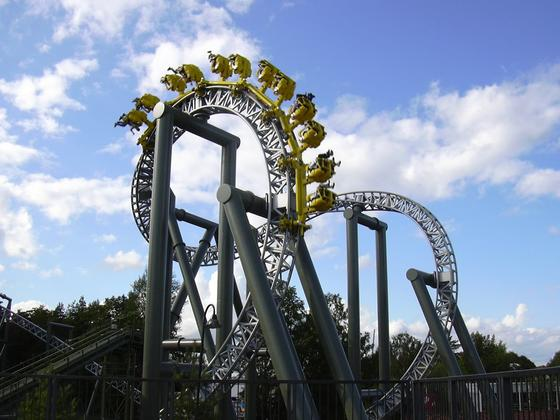
Särkänniemi
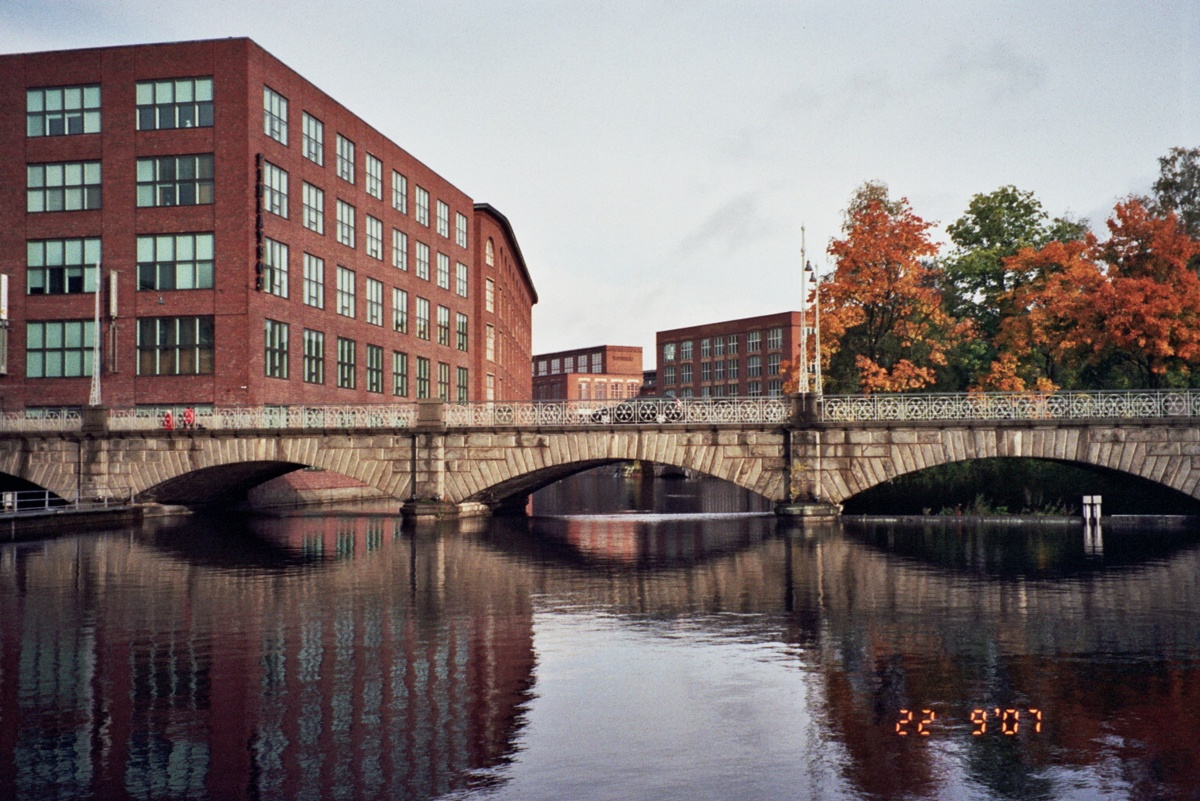
Tammerkoski
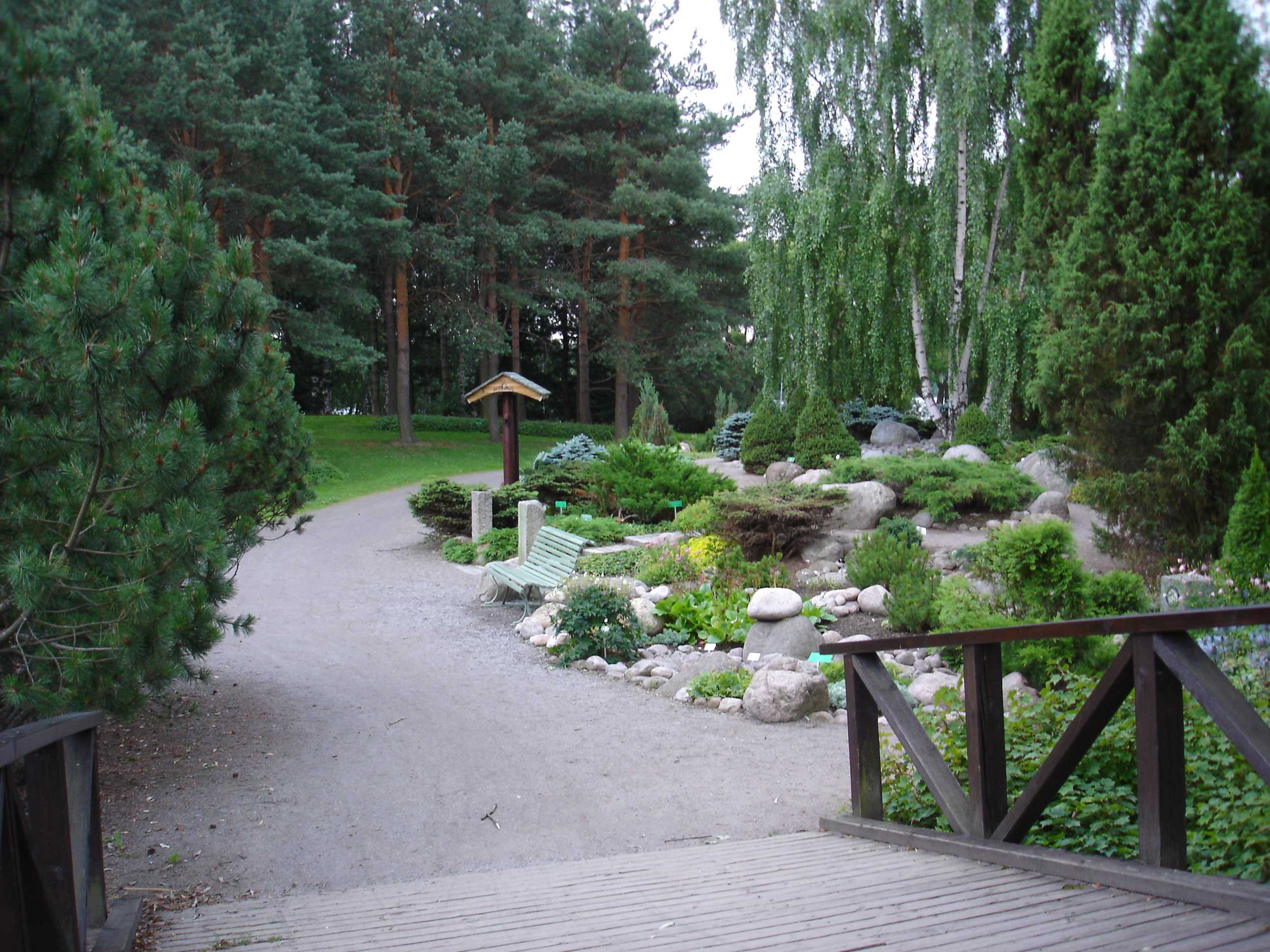
Hatanpään arboretum
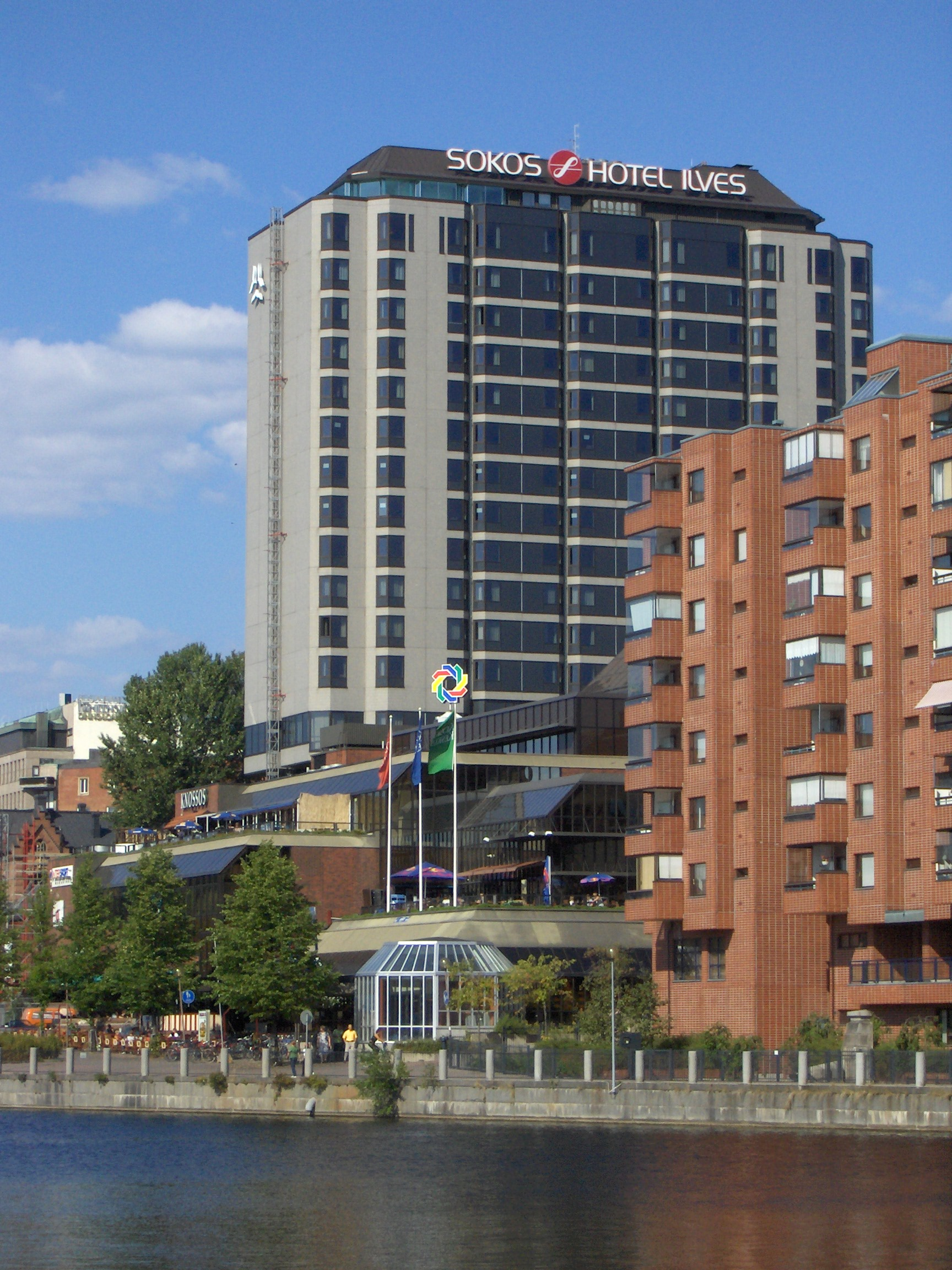
Hotelli Ilves
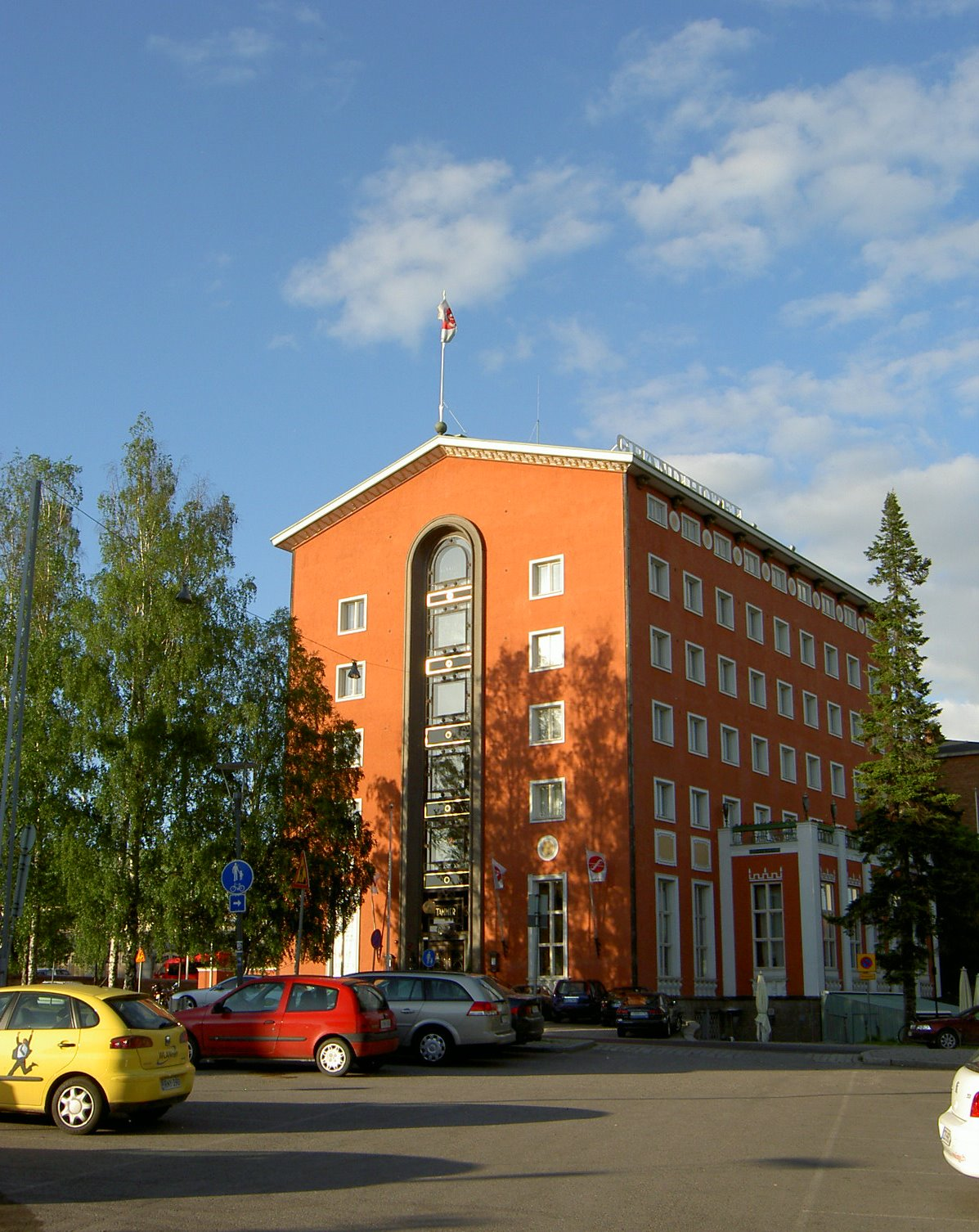
Hotelli Tammer
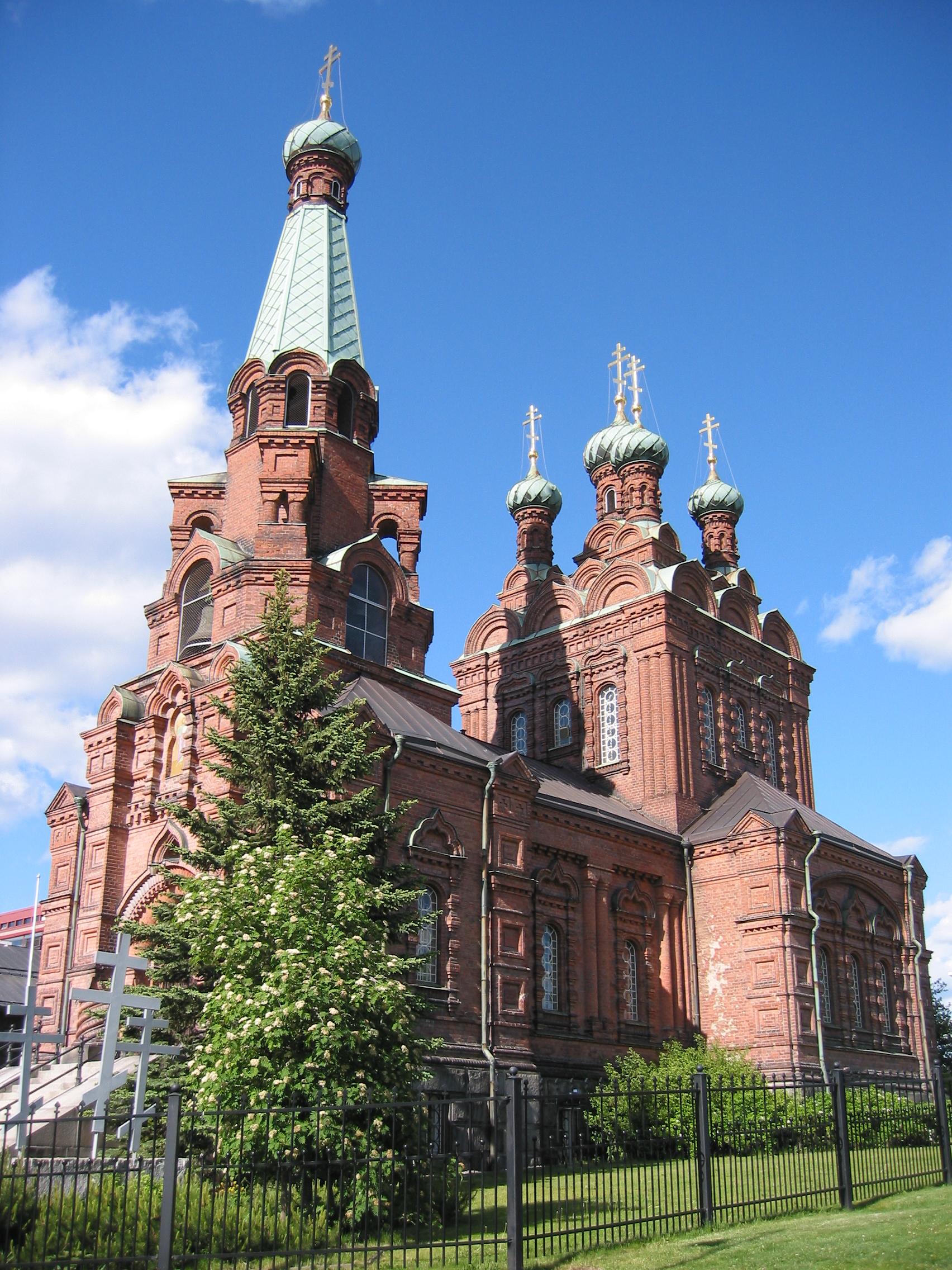
Tampereen ortodoksinen kirkko
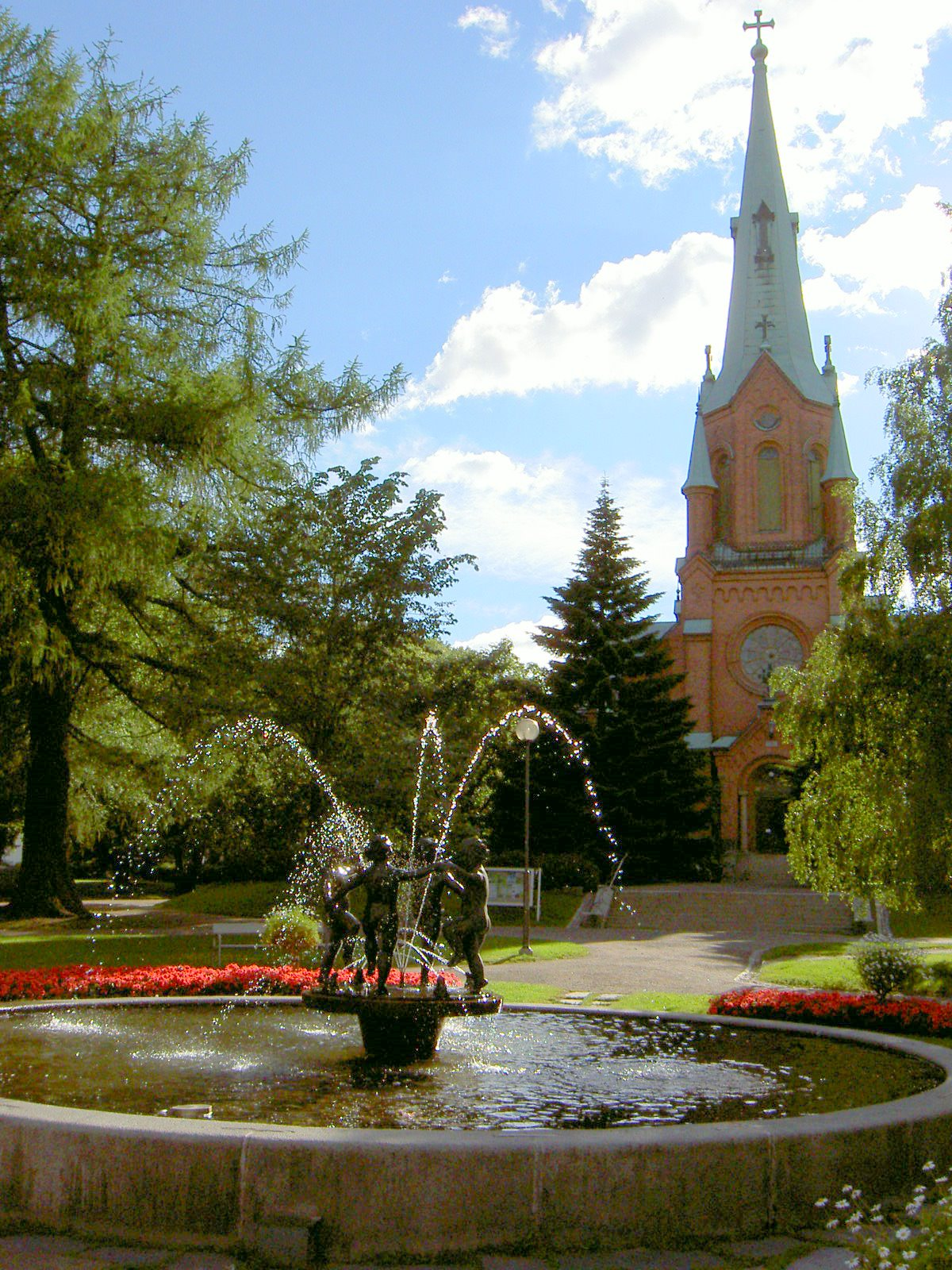
Aleksanterin kirkko
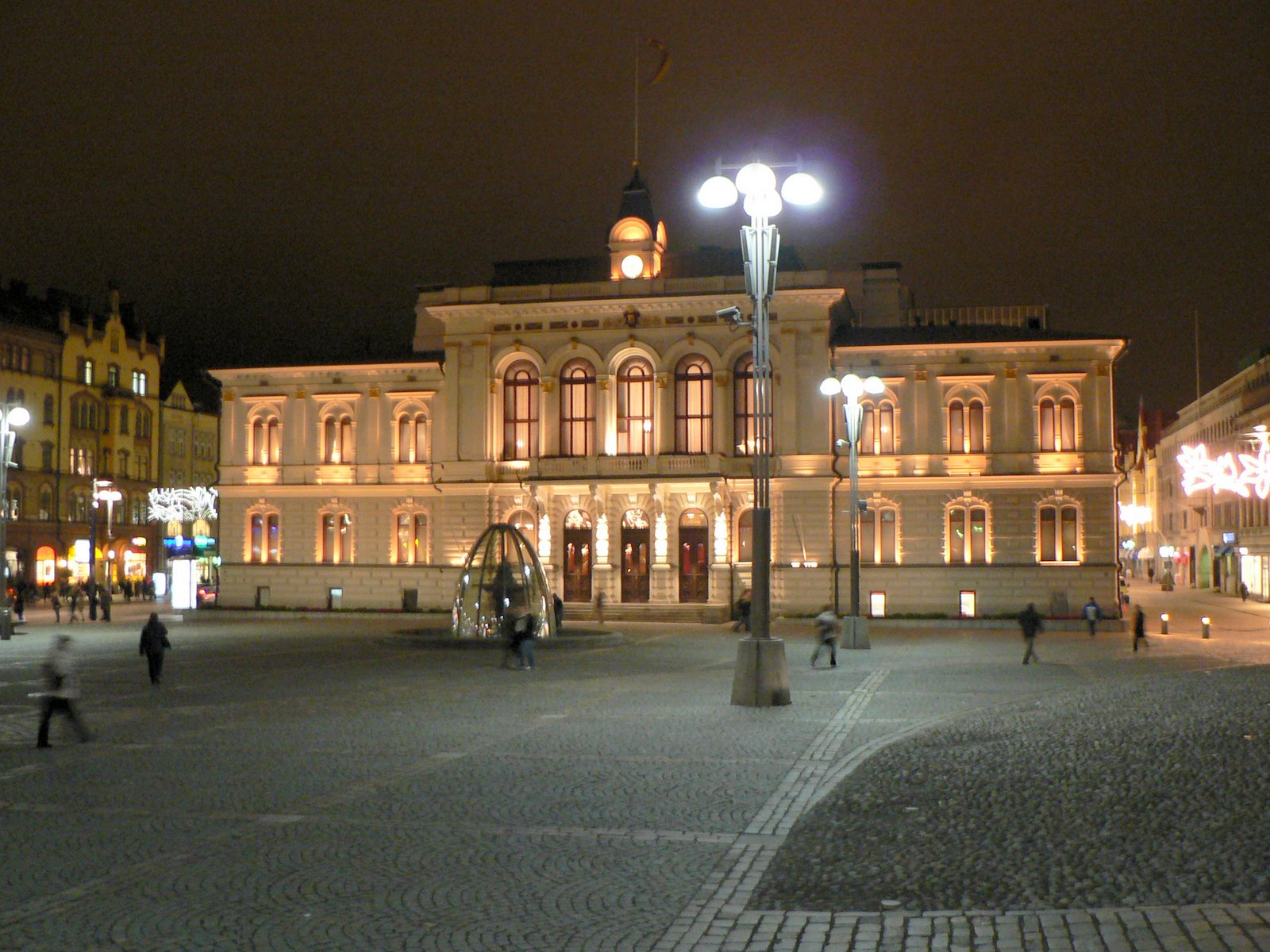
Tampereen raatihuone
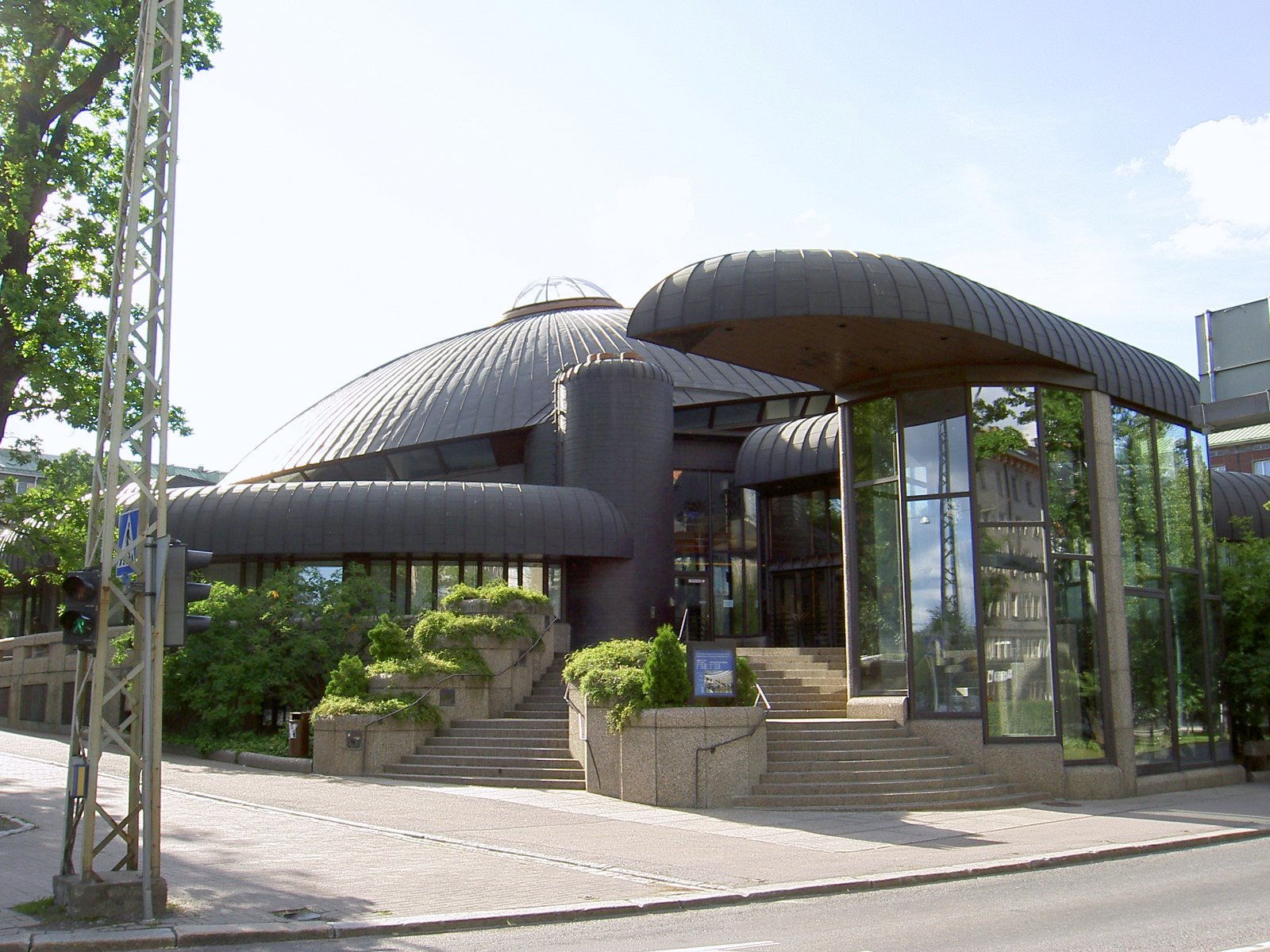
Pääkirjasto Metso
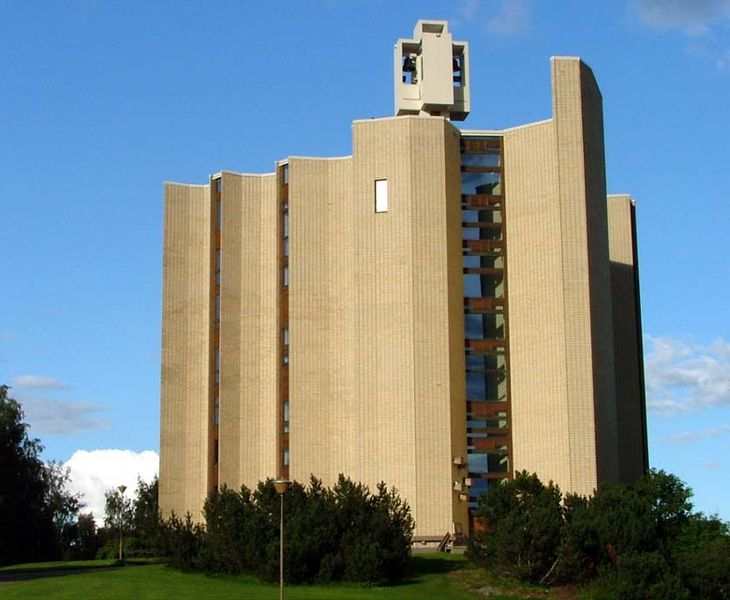
Kalevan kirkko

## شخصيات بارزة
| - ميكو ألاتالو - جيمس فنلايسون - فيكو هاوكافارا - رايمو هلمينن - تيمو يوتيلا - ليو كينونن - ميكا كويفونييمي - كيرا كوربي - توني كويفاستو | - يويسه لسكينن - فرقة نيغاتف - فاينو لينا - يوركي لومي - أنتيرو مانينن - فيلي نييمينن - تبو نومينن - كالي بآتلو | - كاري بيتسامو - هانو سالاما - يوهانا سينيسالو - فيسا توسكالا - لاوري فيتا - إلياس فيليانن - فلتو فيرتانن - هانس فيند |

## التوأمة
تامبيري متوأمة مع:
| - براشوف، رومانيا - كيمنتس، ألمانيا - إسن، ألمانيا - كاوناس، لتوانيا - كييف، أوكرانيا | - كلاكسفيك، جزر الفارو - كوبافوغور، إيسلندا - لينتز، النمسا - وودج، بولندا - ميشكولتس، المجر | - نيجني نوفغورود، روسيا - نورشوبينغ، السويد - أودنسه، الدنمارك - أولوموتس، تشيكيا - ساسكاتون، كندا | - سيراكيوز، الولايات المتحدة - تارتو، إستونيا - تروندهايم، نرويج - قوانغتشو، الصين - موانزا، تنزانيا |

## وصلات خارجية
- مدينة تامبيري – الموقع الرسمي
- خريطة تامبيري نسخة محفوظة 11 أغسطس 2014 على موقع واي باك مشين.